# Danilo Faria Alvim
Danilo Faria Alvim (Rio de Janeiro, 3 de desembre de 1920 - Rio de Janeiro, 16 de maig de 1996) fou un futbolista brasiler de les dècades de 1940 i 1950.

## Trajectòria
Després de jugar a América i Canto do Rio, el 1946 ingressà al Vasco de Gama, on jugà gairebé una dècada, retirant-se posteriorment al Botafogo. Jugà 25 partits amb la selecció entre 1946 i 1953, guanyant la Copa Amèrica de 1949 i jugant el Mundial de 1950 en el qual Brasil finalitzà en segona posició. També fou entrenador, destacant com a seleccionador de Bolívia, amb qui guanyà la Copa Amèrica el 1963.